# Альфред Герман Райнгардт
Альфред Герман Райнгардт (нім. Alfred-Hermann Reinhardt; нар. 15 листопада 1897, Аффальтербах, Вюртемберг — пом. 15 січня 1973, Ерінген, Баден-Вюртемберг) — німецький воєначальник часів Третього Рейху, генерал-лейтенант (1944) Вермахту. Кавалер Лицарського хреста Залізного хреста з Дубовим листям та Мечами (1944).

## Біографія
Альфред Герман Райнгардт поступив добровольцем до імперської армії Німеччини 7 січня 1916 року й був прийнятий на службу до 5-го Вюртемберзького гренадерського полку «Кеніг Карл» № 123 (нім. 5. Württembergisches Grenadier-Regiment "König Karl" Nr. 123) 27-ї піхотної дивізії. Бився на Західному фронті в битві на Соммі та біля Аррасу, а в останні часи війни у Весняному наступі та оборонявся під час Стоденного наступу союзників. Здобув Залізні хрести 1-го та 2-го класів за мужність та відвагу на полі бою.
Військова кар'єра
- 1915 — волонтер
- 31 жовтня 1920 — лейтенант

- 1 квітня 1921 — лейтенант поліції
- ? — обер-лейтенант поліції
- *? — гауптман поліції

- 1 листопада 1935 — гауптман
- 1 жовтня 1936 — майор
- 1 березня 1940 — оберст-лейтенант
- 1 листопада 1941 — оберст
- 1 лютого 1944 — генерал-майор
- 1 вересня 1944 — генерал-лейтенант

Після капітуляції Німеччини нетривалий час продовжував службу в лавах збройних сил, 31 жовтня 1920 звільнений за скороченням в запас у військовому званні лейтенанта.
Служив офіцером поліції Вюртембергу. З 1 листопада 1935 відновлений на військовій службі у званні гауптмана. У 1938—1939 командир навчального батальйону 55-го піхотного полку на західних кордонах Третього Рейху. З 1 вересня 1939 — командир III-го піхотного батальйону 480-го піхотного полку 260-ї піхотної дивізії, а з 1 листопада 1940 — II-го батальйону 421-го піхотного полку. Брав найактивнішу участь у Французькій та Балканській кампаніях Вермахту.
З 22 червня 1941 на посаді командира батальйону брав участь у вторгненні німецьких військ до Радянського Союзу, 24 липня 1941 призначений командиром 421-го піхотного полку 125-ї піхотної дивізії, що змагалася з радянськими військами на південному фланзі війни, в Україні. Бився на Західній Україні, під Уманню, Києвом, на Міусі, Сумами й Харковом. 1 листопада 1941 присвоєне звання оберст.
4 грудня 1941 за бої в районі Харкова нагороджений вищою нагородою нацистської Німеччини — Лицарським хрестом Залізного хреста.
З літа 1942 оберст Райнгардт зі своїми військами взяв найактивнішу участь у боях на півдні Радянського Союзу, бої під Ростовом, на Кавказі, під Новоросійськом. у вересні 1943 за бойові заслуги нагороджений дубовим листям до Лицарського хреста. У грудні 1943-січні 1944 тимчасово виконував обов'язки командира 73-ї та 370-ї піхотних дивізій, що боролися в районі Мелітополя та Миколаєва.
З 1 лютого 1944 командир 98-ї піхотної дивізії, яка у складі V-го армійського корпусу вела бої на Керченському півострові, на мисі Тархан, з боями відступала до Севастополя, де була практично розгромлена весною 1944 року. У травні 1944 залишки дивізії генерала Райнгардта встигли евакуювати до Румунії.
Розрізнені рештки дивізії А.Райнгардта зосереджувалися спочатку в Румунії, а згодом у Хорватії, поблизу Загреба. 5 червня 1944 98-ма піхотна дивізія розпочала повне реформування на фондах вцілілих військ та додатково підрозділів 387-ї піхотної дивізії та інших формувань, що евакуювали з Криму. До серпня 1944 дивізія відновила свою боєздатність і перейшла до складу LXXVI-го танкового корпусу 10-ї армії. На чолі 98-ї дивізії А.Райнгардт бився в Італії практично до кінця війни.
24 грудня 1944 командир 98-ї піхотної дивізії генерал-лейтенант А.Райнгардт нагороджений мечами до Лицарського хреста за вміле командування підлеглими частинами.
Наприкінці квітня 1945 узятий в полон британськими військами на півночі Італії.

## Нагороди
- Срібна медаль «За військові заслуги» (Вюртемберг) (14 березня 1917)
- Залізний хрест
  - 2-го класу (31 серпня 1917)
  - 1-го класу (31 липня 1919)
- Нагрудний знак «За поранення» в сріблі (4 лютого 1919)
- Сілезький Орел
  - 2-го ступеня (4 серпня 1919)
  - 1-го ступеня (16 вересня 1919)
- Почесний хрест ветерана війни з мечами (1934)
- Пам'ятна військова медаль (Австрія) з мечами
- Пам'ятна військова медаль (Угорщина) з мечами
- Німецький Олімпійський знак 1-го класу (1936)
- Медаль «За вислугу років у Вермахті» 4-го, 3-го і 2-го класу (18 років; 2 жовтня 1936)
- Медаль «У пам'ять 13 березня 1938 року»
- Медаль «У пам'ять 1 жовтня 1938»
- Застібка до Залізного хреста
  - 2-го класу (25 червня 1940)
  - 1-го класу (27 липня 1940)
- Штурмовий піхотний знак в сріблі
- Лицарський хрест Залізного хреста з дубовим листям і мечами
  - лицарський хрест (4 грудня 1941)
  - дубове листя (№ 306; 28 вересня 1943)
  - мечі (№ 118; 24 грудня 1944)
- Медаль «За зимову кампанію на Сході 1941/42» (1942)
- Німецький хрест в золоті (4 вересня 1942)
- Кубанський щит
- Орден Михая Хороброго 3-го класу (Румунське королівство; 7 серпня 1943)
- Відзначений у Вермахтберіхт (10 вересня 1944)